# Lulicsek Izidor
Lulicsek Izidor (Aszós-Erdőnagyjókő, 1835. február 27. – Verebély, 1909. március 29.) esperes, plébános.

## Élete

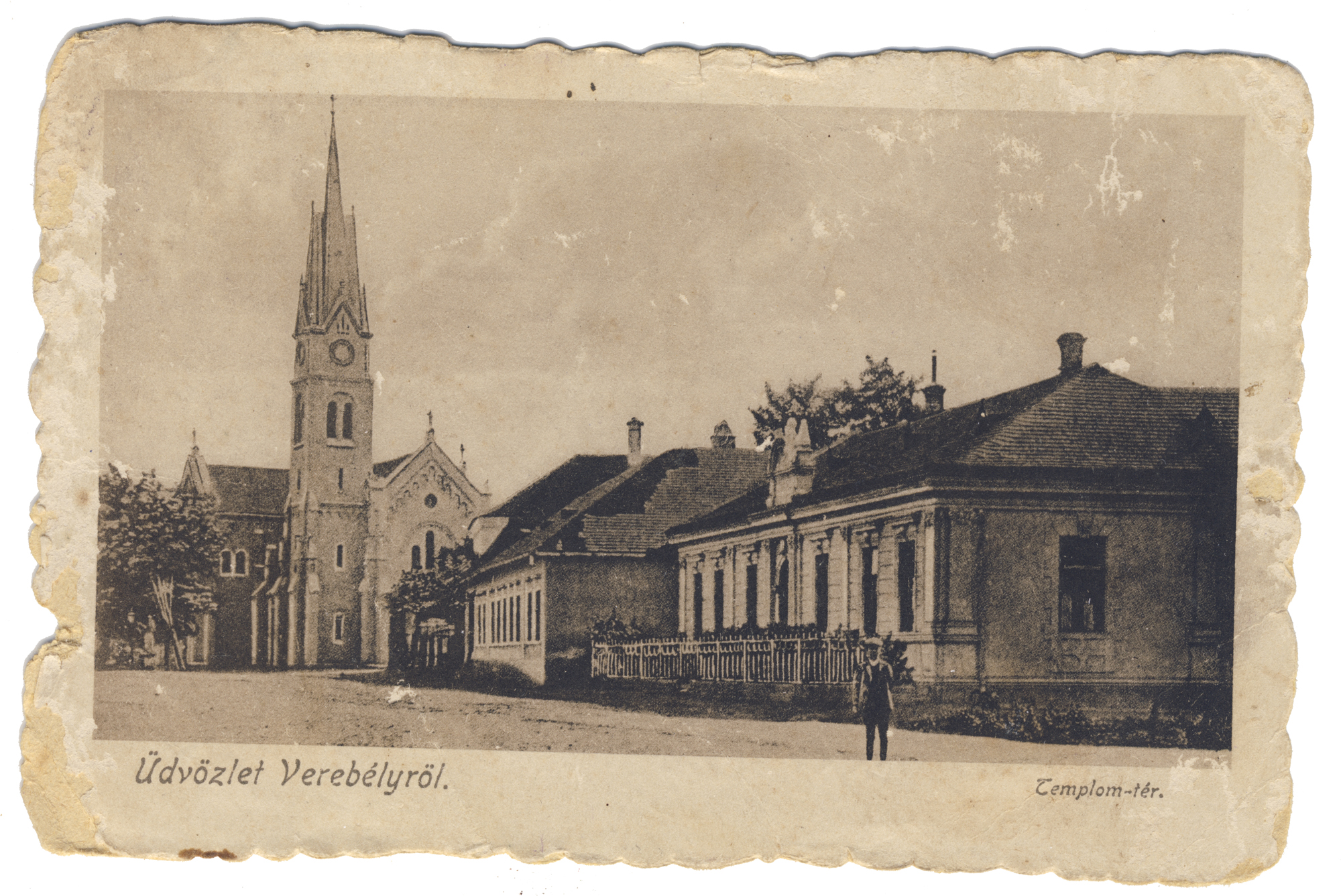
A verebélyi Nagyboldogasszony-templom

A gimnáziumot Léván és Esztergomban a bencéseknél, a bölcseletet 1851-ben Nagyszombatban, a teológiát Esztergomban végezte. 1857-ben szentelték pappá. Előbb Hontnádason, 1858-tól pedig Komáromban szolgált káplánként. 1868-tól barsbesei plébános és iskolaszéki elnök, ahol érdemeket szerzett a település visszamagyarosításában, majd 1892-től verebélyi kerületi alesperes, később esperes és tanfelügyelő. 1897-től haláláig verebélyi plébános. Ottani szolgálata alatt épült a település új temploma.
1863–1866 között az Esztergami Újság munkatársa, álneve: Korláth.
A Verebély kerületi fogyasztási és értékesitő szövetkezet igazgatósági tagja, és az Aranyos-Maróthi takarékpénztár részvénytársulat verebélyi felügyelőbizottságának tagja volt.

## Művei
- 1860 A Hit, Remény, Szeretet és Hála hangjai – A révkomáromi sz. András cimű egyháznak 1860. oktob. 28-kán történt felszentelése emlékére. Komárom

Cikkeket írt a Religioba, a Katholikus Néplapba, a Pesti Hírnökbe és az Idők Tanujába.